# Eriococcus pimeliae
Eriococcus pimeliae är en insektsart som beskrevs av James Mather Hoy 1962. Eriococcus pimeliae ingår i släktet Eriococcus och familjen filtsköldlöss. Inga underarter finns listade i Catalogue of Life.